# Zuzana Maděrová
Zuzana Maděrová (Liberec, 20 settembre 2003) è una snowboarder ceca.

## Palmarès

### Mondiali juniores
- 2 medaglie:
  - 2 bronzi (slalom parallelo e parallelo a squadre a Bansko 2023)

### Coppa del Mondo
- Miglior piazzamento nella Coppa del Mondo di parallelo: 8ª nel 2024
- 2 podi:
  - 1 secondo posto
  - 1 terzo posto